# Stephen Lynch (Sänger)

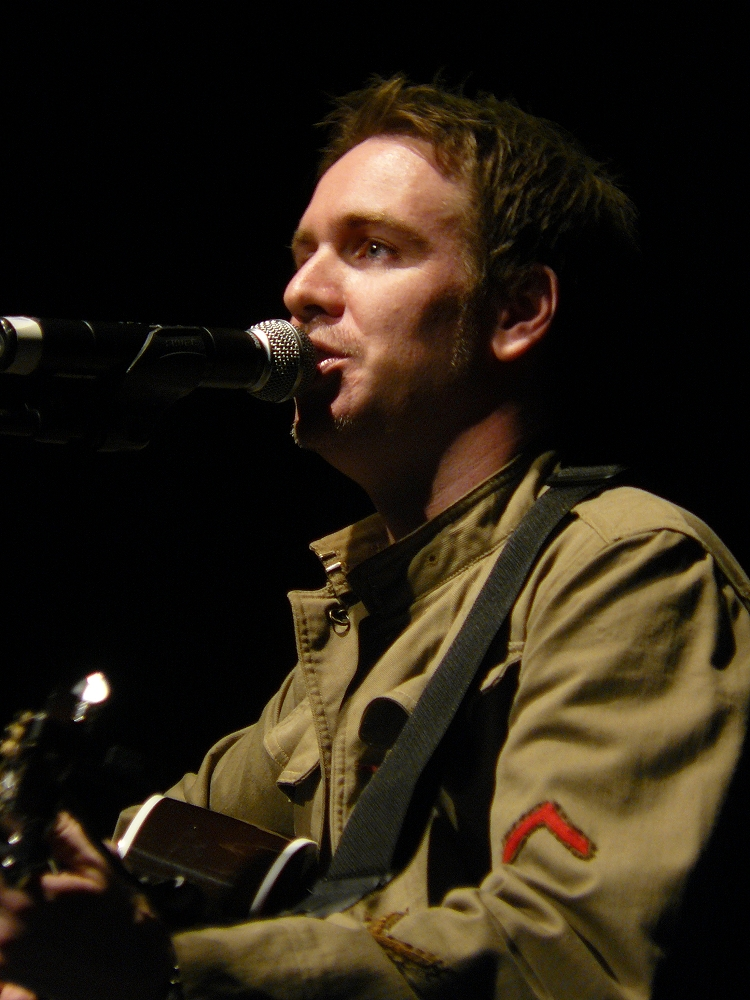
Stephen Lynch (2008)

Stephen Andrew Lynch (* 28. Juli 1971 in Abington, Pennsylvania) ist ein US-amerikanischer Sänger und Comedian. Er ist für seine sarkastischen Texte vor allem in den USA bekannt und arbeitete auch als Musical-Darsteller.

## Leben und Arbeit
Lynch wuchs in den Vororten von Saginaw (Michigan) auf und besuchte ein College der Western Michigan University. 1996 ging er nach New York City um Schauspieler zu werden. Dort wurde ihm der Vorschlag gemacht einige seiner humoristischen Songs, die er bereits seit etwa drei Jahren schrieb, vor Publikum in einem Café zu spielen. Diesem ersten Auftritt folgten innerhalb kurzer Zeit einige weitere in Comedy-Clubs und seine Songs wurden auch regelmäßig im Radio gespielt. Während dieser Zeit arbeitete Lynch in Copy-Shops und Banken, was er als „totally mindless work“ (komplett geistlose Arbeit) bezeichnete. Jobs dieser Art kündigte er ständig, bis er 2000 einen Vertrag mit What Are Records? und 2001 mit der William Morris Agency abschloss. Danach tourte er durch die USA und spielte vor allem an Colleges, Universitäten und in Nachtclubs. Er vermied es, vor comedy-club-typischem Publikum aufzutreten, da dies nicht nach seinem Geschmack sei. Lynch spielte in dieser Zeit auch ein Konzert für Comedy Central Presents, das ihn durch eine landesweite Ausstrahlung einem noch größeren Publikum bekannt machte.
In den folgenden Jahren spielte er weiterhin viele Konzerte, darunter auch auf einigen großen Comedy-Festivals. Von April bis Dezember 2006 stand er darüber hinaus zusammen mit Laura Benanti für das Musical The Wedding Singer am Broadway auf der Bühne, welches vom gleichnamigen Film inspiriert wurde. Für diese Rolle wurde er für den Tony Award als bester Hauptdarsteller nominiert. Vorher hatte er seit 2001 bereits in mehreren Kurzfilmen mitgewirkt. Nach den Auftritten am Broadway begann Lynch 2007 wieder Konzerttourneen durch die USA, Kanada und einige Länder in Europa.
Lynch lebt mit seiner Frau in Brooklyn.

## Diskografie
- Half A Man (Demo Tape)
- A Little Bit Special (Studioalbum, 2000)
- Superhero (Livealbum, 2003)
- Live at the El Rey (Live-DVD, 2004, US: Gold)[1]
- The Craig Machine (Livealbum, 2005)
- Cleanest Hits (Best-of, 2006)
- The Wedding Singer (Broadway-Aufnahme, 2006)
- Live At XM Studios (Aufnahme des Live-Konzerts bei XM Comedy Channel – nicht veröffentlicht)
- 3 Balloons (Studioalbum, 2009)
- Lion (2 CDs mit denselben Liedern, einmal als Studio- und einmal als Liveversionen, 2012)